# Lemniskate von Bernoulli

Lemniskate mit durch die definierenden Punkte F_{1} und F_{2} gelegter Abszisse

Konstruktion einer Lemniskate durch einen Lemniskatenlenker.

Die Lemniskate von Bernoulli, benannt nach dem Schweizer Mathematiker Jakob I Bernoulli, ist eine von mehreren als Lemniskate bezeichneten algebraischen Kurven vierter Ordnung und Spezialfall einer Cassinischen Kurve. Ihr Graph hat wie alle Lemniskaten die Form einer geschlossenen Acht. Meist ist mit „Lemniskate“ die von Bernoulli gemeint. Der Anwendung als Lemniskatenlenker liegt auch die Lemniskate von Bernoulli zugrunde.

## Definition
Die Lemniskate von Bernoulli wird durch folgende geometrische Eigenschaft definiert:
Gegeben seien eine positive reelle Zahl {\displaystyle a} und zwei Punkte {\displaystyle F_{1}} und {\displaystyle F_{2}} im Abstand von {\displaystyle 2a} voneinander. Die Lemniskate mit den Parametern {\displaystyle (a,F_{1},F_{2})} ist dann der geometrische Ort aller Punkte P, für die gilt
{\displaystyle {\overline {F_{1}P}}\cdot {\overline {F_{2}P}}=a^{2}}.

## Gleichungen
Es sei der Einfachheit halber vorausgesetzt, dass die Punkte {\displaystyle F_{1}} und {\displaystyle F_{2}} auf der Abszisse liegen und die Mitte zwischen ihnen gerade der Koordinatenursprung ist.
- Gleichung in kartesischen Koordinaten:[1]
  - {\displaystyle \left(x^{2}+y^{2}\right)^{2}-2a^{2}\left(x^{2}-y^{2}\right)\,=\,0}
  - {\displaystyle y=\pm {\sqrt {a{\sqrt {4x^{2}+a^{2}}}-x^{2}-a^{2}}}}
- Gleichung in Polarkoordinaten:[1]
  - {\displaystyle r=a{\sqrt {2\cos(2\varphi )}}\quad {\text{ mit }}\ \cos(2\varphi )\geq 0}
- Parametergleichung:
  - {\displaystyle x={\frac {a{\sqrt {2}}\cos(t)}{\sin ^{2}(t)+1}};\qquad y={\frac {a{\sqrt {2}}\cos(t)\sin(t)}{\sin ^{2}(t)+1}}\quad {\text{ mit }}\ 0\leq t<2\pi }

## Eigenschaften

Lemniskate als am Kreis gespiegelte Hyperbel

Lemniskate als Fußpunkt-Transformation einer Hyperbel

Die Lemniskate von Bernoulli hat die folgenden Eigenschaften:
- Sie ist achsensymmetrisch zur Verbindungsgeraden von {\displaystyle F_{1}} und {\displaystyle F_{2}}.
- Sie ist achsensymmetrisch zur Mittelsenkrechten zwischen {\displaystyle F_{1}} und {\displaystyle F_{2}}
- Sie ist punktsymmetrisch zum Mittelpunkt zwischen {\displaystyle F_{1}} und {\displaystyle F_{2}}
- Auf der Verbindungsgeraden von {\displaystyle F_{1}} und {\displaystyle F_{2}} liegen von allen Punkten der Lemniskate nur der Mittelpunkt zwischen {\displaystyle F_{1}} und {\displaystyle F_{2}} und die diesem fernsten beiden Kurvenpunkte {\displaystyle (\pm a{\sqrt {2}}|0)}.
- Der Mittelpunkt zwischen {\displaystyle F_{1}} und {\displaystyle F_{2}} ist ein Doppelpunkt der Kurve, er wird also zweimal durchlaufen. Er ist kein Berührungspunkt, sondern ein Schnittpunkt. Die beiden Tangenten in ihm schneiden die Verbindungsgerade von {\displaystyle F_{1}} und {\displaystyle F_{2}} in einem Winkel von 45°.
- Ein Kreis um den Ursprung mit Radius {\displaystyle a} schneidet sie in ihren Extremwerten, die bei {\displaystyle \left(\pm {\frac {{\sqrt {3}}a}{2}}|\pm {\frac {a}{2}}\right)} liegen.
- Die Lemniskate ist die geometrisch am Kreis invertierte Kurve einer gleichseitigen Hyperbel.

## Fläche

Quadratur der Lemniskate: A = 2·a²

- Die beiden von der Lemniskate eingeschlossenen Teilflächen haben jeweils den Flächeninhalt {\displaystyle a^{2}}.

## Bogenlänge
Die Gesamtbogenlänge der Lemniskate ist linear in {\displaystyle a} und kann unter Verwendung des von Giulio Carlo Fagnano dei Toschi um 1750 untersuchten elliptischen Integrals
{\displaystyle F(x){\overset {\underset {\mathrm {def} }{}}{{}={}}}\int _{0}^{x}{\frac {\mathrm {d} t}{\sqrt {1-t^{4}}}}}
explizit angegeben werden als
{\displaystyle 2{\sqrt {2}}a\int _{-1}^{1}{\frac {\mathrm {d} t}{\sqrt {1-t^{4}}}}=4{\sqrt {2}}aF(1)}
oder, mit Verwendung der im Jahr 1798 von Carl Friedrich Gauß eingeführten lemniskatischen Konstante
{\displaystyle \varpi {\overset {\underset {\mathrm {def} }{}}{{}={}}}2\int _{0}^{1}{\frac {\mathrm {d} t}{\sqrt {1-t^{4}}}}=2{,}62205755429211981\ldots },
als
{\displaystyle 2{\sqrt {2}}a\varpi =a\,\Gamma ({\tfrac {1}{4}})^{2}/{\sqrt {\pi }}},
was ungefähr {\displaystyle 7{,}416\cdot a} ist.
Die Untersuchungen von Fagnano waren über Leonhard Euler, der sie 1750 aufgriff, als er Fagnanos Werke durchsah für dessen beantragte Aufnahme in die Berliner Akademie, der Ursprung der Theorie elliptischer Integrale, woraus im 19. Jahrhundert die Theorie elliptischer Funktionen entstand (Carl Gustav Jacobi, Niels Henrik Abel), da der Abstand {\displaystyle r} eine elliptische Funktion der Bogenlänge {\displaystyle u} ist, ebenso wie für {\displaystyle a=1} die Funktion  Weierstraß-p mit der geeigneten Substitution {\displaystyle s(u)=1/r(u)^{2}=\wp (u;4,0)=\wp u}. 
Das betrachtete Integral in der etwas allgemeineren Form:
{\displaystyle \int {\frac {\mathrm {d} t}{\sqrt {a^{2}-t^{4}}}}}
wird als Lemniskaten-Integral betrachtet und tauchte schon bei Jakob I Bernoulli 1691 auf (veröffentlicht 1694) im Rahmen der Elastizitätstheorie (curva elastica). Bernoulli kannte auch den Zusammenhang mit der Lemniskate. Carl Friedrich Gauß untersuchte das Lemniskaten-Integral ebenfalls wahrscheinlich unabhängig von Euler und Fagnano und erzielte tiefliegende Resultate über elliptische Integrale und Funktionen (unveröffentlicht), über die zahlentheoretischen Aspekte der Lemniskate (Disquisitiones Arithmeticae und in seinem Tagebuch), was besonders von André Weil herausgestellt wurde, und er fand die Möglichkeit der gleichmäßigen Teilung der Lemniskate mit Zirkel und Lineal in fünf Teile. Allgemeiner ist die Möglichkeit dieser Teilung dieselbe wie am Kreis auch.

## Krümmung
Die Krümmung der Lemniskate lässt sich in Polarkoordinaten als {\displaystyle \kappa (\varphi )={\tfrac {3}{2a^{2}}}r(\varphi )} angeben, ist also stets proportional zu ihrem Abstand {\displaystyle r}. In obiger Parameterdarstellung wird diese Kurve jedoch anders durchlaufen. Hier ist {\displaystyle \kappa (t)>0} für {\displaystyle t<\pi } und {\displaystyle \kappa (t)<0} für {\displaystyle t>\pi }. Ist sie gar in impliziter kartesischer Form gegeben, lässt sich über das Vorzeichen der Krümmung nichts aussagen – da kein Durchlaufsinn gegeben ist –, und somit nur ihr absoluter Betrag bestimmbar ist.
Fordert man ein möglichst natürliches Durchlaufen – differentialgeometrisch möglichst glatt, analytisch also Existenz von möglichst hohen Ableitungen nach der Bogenlänge längs des Kurvenweges – werden die beiden Schlaufen der Kurve jeweils andersherum durchlaufen und das Vorzeichen der Krümmung der Lemniskate ändert sich somit beim Durchgang der Kurve durch den Nullpunkt.

## Vorkommen
Die Lemniskate tritt als Bewegungskurve im Wattschen Parallelogramm bzw. Wattgestänge auf sowie bei der Lemniskatenanlenkung eines Eisenbahnradsatzes.

## Andere Lemniskaten

Die Lemniskate von Gerono ist eine weitere Lemniskate. Sie ist eine spezielle Lissajous-Figur.

- die Lemniskate von Booth (James Booth)
- die Lemniskate von Gerono (Camille-Christophe Gerono)

## Symbolik in der Freimaurerei
Die Freimaurerei kennt die Lemniskate als Symbol für die weltweite Bruderkette. Die Schleife wird mit der Zwölfknotenschnur oder auch beim Vereinigungsband (Liebesseil) gebildet. Man findet sie beispielsweise auf den sogenannten Arbeitsteppichen der kontinentaleuropäischen Johannislogen.